# Governo Navarro III
Il Governo Navarro III (anche noto in Spagna come Primo Governo Pre-Costituzionale) fu l’esecutivo in carica nel paese iberico dal 13 dicembre 1975 al 1º luglio 1976. Fu il primo governo della Transizione spagnola.
Dopo la morte del dittatore Francisco Franco, avvenuta il 20 novembre 1975, il 22 novembre Juan Carlos I di Borbone fu proclamato re di Spagna dalle Cortes Españolas. Dopo le dimissioni del governo Navarro II, il Re operò secondo quanto previsto dalla Legge Organica dello Stato: il Consiglio del Regno propose una lista di candidati affini al franchismo, e tra questi, il Re scelse ancora Carlos Arias Navarro.
Per iniziativa del Re e sostenuto dal neo presidente del Consiglio del Regno e delle Cortes Españolas, Torcuato Fernández-Miranda Hevia, entrarono nel nuovo governo alcuni ministri aperti alle riforme democratiche, come Manuel Fraga Iribarne, Antonio Garrigues e Alfonso Osorio.
Il 5 luglio 1976 gli succedette il Governo Suárez I.

## Storia
Il 20 novembre 1975 il capo dello Stato, il generale Franco morì dopo trentanove anni di potere. Il suo erede designato, Juan Carlos de Borbón, fu proclamato re due giorni dopo. Volendo avviare riforme politiche in Spagna, si trovò di fronte all'apparato statale di Franco: l'esercito, il Movimento Nazionale, le Cortes di Franco e il Consiglio del Regno.
Come previsto dalle Leyes Fundamentales del Reino, Juan Carlos I non poteva nominare un presidente del governo senza il parere del Consiglio del Regno. Era infatti il Consiglio del Regno a presentare una lista di tre nomi di politici che potevano essere nominati come primo ministro.
Alejandro de Valcárcel, il presidente delle Cortes e del Consiglio del Regno, aveva però raggiunto la fine del suo mandato. Approfittando di questa opportunità, Juan Carlos fece un accordo con l'uscente capo del governo Arias Navarro, appoggiando la candidatura di un uomo a lui molto vicino, Torcuato Fernández-Miranda, per il posto di presidente delle due istituzioni franchiste. In cambio, Arias si sarebbe dimesso e sarebbe stato riconfermato dal sovrano a capo di un nuovo governo. 
Juan Carlos chiede un esecutivo con volti nuovi e dei ministri del precedente governo solo tre vennero mantenuti, mentre entrarono esponenti moderati del Movimiento Nacional: Antonio Garrigues, Alfonso Osorio, Rodolfo Martín Villa, Leopoldo Calvo-Sotelo Bustelo. Segretario generale del partito fu nominato Adolfo Suárez González.
Contemporaneamente la nomina del generale Fernando de Santiago come primo vicepresidente e incaricato degli affari della difesa aveva lo scopo principale di rassicurare l'esercito.
Manuel Fraga agli Interni (già apprezzato ministro del turismo dal 1962 al 1969) era l'altro più prestigioso componente del governo. Questi impose nomi della sua area, Reforma Democrática, come il cognato Carlos Robles Piquer, ministro dell'Educazione, e uno dei suoi ex collaboratori, Adolfo Martín-Gamero, come ministro del Turismo e comunicazioni.
Ma la nomina più difficile da accettare per il vecchio establishment franchista fu quella di José María de Areilza al Ministero degli Affari Esteri. Diplomatico di carriera, si era unito all'opposizione monarchica nei primi anni '60, ed era stato responsabile delle questioni politiche per il conte di Barcellona, padre del re e storico oppositore del generale Franco per la questione dinastica. Il compito principale di Areilza era quello di rassicurare le capitali europee e Washington, verso il nuovo corso del sovrano.
Il nuovo governo giurò il 13 dicembre 1975. Arias aveva abbozzato alcune grandi linee guida  come lealtà alla monarchia, unità nazionale, anticomunismo, difesa e garanzia dell'ordine pubblico.
In quei mesi furono emanate le leggi sulla libertà di manifestazione, sul diritto di associazione dei partiti politici (ma il Partito Comunista fu mantenuto fuorilegge). Il Re, dopo essersi dichiarato favorevole, durante un viaggio negli Stati Uniti, al ritorno a un pieno sistema democratico, il 1º luglio 1976 forzò le dimissioni di Arias Navarro, anche a causa della sua incapacità di affrontare i gravi problemi di ordine pubblico, ma in compenso lo nominò Grande di Spagna. 
Il 5 luglio 1976, dopo alcuni giorni di interim del generale Fernando de Santiago y Díaz de Mendívil, il Consiglio del Regno propose una lista di tre nomi per l'incarico e il re scelse Adolfo Suárez che formò il Governo Suárez I che avrebbe portato il Paese 11 mesi dopo alle prime elezioni democratiche.

## Composizione
Questa la composizione dell'esecutivo:
     Movimiento Nacional (MN)
     Indipendenti
| Carica                                                                    | Titolare | Titolare | Titolare                                                             | Partito      |
| ------------------------------------------------------------------------- | -------- | -------- | -------------------------------------------------------------------- | ------------ |
| Presidente del Governo                                                    |          |          | Carlos Arias Navarro                                                 | MN           |
| Primo Vicepresidente Difesa Ministro senza portafoglio                    |          |          | Ten. gen. Fernando de Santiago y Díaz de Mendívil                    | MN           |
| Secondo Vicepresidente Interni e Governo                                  |          |          | Manuel Fraga Iribarne                                                | MN           |
| Terzo Vicepresidente Economia e Finanze                                   |          |          | Juan Miguel Villar Mir                                               | MN           |
| Affari esteri                                                             |          |          | José María de Areilza y Martínez de Rodas, Conte consorte di Motrico | MN           |
| Giustizia                                                                 |          |          | Antonio Garrigues Díaz-Cañabate                                      | MN           |
| Esercito                                                                  |          |          | Ten. gen. Félix Álvarez-Arenas Pacheco                               | Indipendente |
| Aviazione                                                                 |          |          | Ten. gen. Carlos Franco Iribarnegaray                                | Indipendente |
| Marina                                                                    |          |          | Amm. Gabriel Pita da Veiga y Sanz                                    | Indipendente |
| Opere Pubbliche                                                           |          |          | Antonio Valdés González-Roldán                                       | Indipendente |
| Industria                                                                 |          |          | Carlos Pérez de Bricio y Olariaga                                    | Indipendente |
| Commercio                                                                 |          |          | Leopoldo Calvo-Sotelo                                                | Indipendente |
| Presidenza                                                                |          |          | Alfonso Osorio García                                                | MN           |
| Agricoltura                                                               |          |          | Virgilio Oñate Gil                                                   | Indipendente |
| Edilizia Popolare                                                         |          |          | Francisco Lozano Vicente                                             | Indipendente |
| Lavoro                                                                    |          |          | José Solís Ruiz                                                      | MN           |
| Istruzione e Scienza                                                      |          |          | Carlos Robles Piquer                                                 | Indipendente |
| Informazione e Turismo                                                    |          |          | Adolfo Martín-Gamero                                                 | Indipendente |
| Pubblica amministrazione Relazioni sindacali (Ministro senza portafoglio) |          |          | Rodolfo Martín Villa                                                 | MN           |
| Ministro-segretario generale del Movimento                                |          |          | Adolfo Suárez González                                               | MN           |